# Sparganothoides calthograptana
Sparganothoides calthograptana es una especie de lepidóptero del género Sparganothoides, tribu Sparganothini, familia Tortricidae. Fue descrita científicamente por Kruse & Powell en 2009.
La longitud de las alas anteriores es de 10,3 a 11,4 milímetros para los machos y de 10,1 a 12,2 milímetros para las hembras. Se distribuye por México, en el Estado de Hidalgo.